# Championnat de Formule Tasmane 1965
Navigation
1964 1966
Le Championnat de Formule Tasmane 1965 est la deuxième édition du championnat de Formule Tasmane, un championnat automobile se déroulant en Australie et en Nouvelle-Zélande. 

## Résultats

### Courses
| Pays             | Pays | Name                           | Circuit      | Date       | Vainqueur     | Voiture                             | Écurie          | Résumé |
| ---------------- | ---- | ------------------------------ | ------------ | ---------- | ------------- | ----------------------------------- | --------------- | ------ |
| Nouvelle-Zélande | 1    | Grand Prix de Nouvelle-Zélande | Pukekohe     | 9 janvier  | Graham Hill   | Repco Brabham BT11A Coventry Climax | Scuderia Veloce | Résumé |
| Nouvelle-Zélande | 2    | Levin International            | Levin        | 16 janvier | Jim Clark     | Lotus 32B Coventry Climax           | Team Lotus      | Résumé |
| Nouvelle-Zélande | 3    | Trophée Lady Wigram            | Wigram       | 23 janvier | Jim Clark     | Lotus 32B Coventry Climax           | Team Lotus      | Résumé |
| Nouvelle-Zélande | 4    | Teretonga International        | Teretonga    | 30 janvier | Jim Clark     | Lotus 32B Coventry Climax           | Team Lotus      | Résumé |
| Australie        | 5    | Warwick Farm 100               | Warwick Farm | 14 février | Jim Clark     | Lotus 32B Coventry Climax           | Team Lotus      | Résumé |
| Australie        | 6    | Coupe International de Sandown | Sandown      | 21 février | Jack Brabham  | Repco Brabham BT11A Coventry Climax | Ecurie Vitesse  | Résumé |
| Australie        | 7    | Grand Prix d'Australie         | Longford     | 1er mars   | Bruce McLaren | Cooper T79 Coventry Climax          | McLaren         | Résumé |

### Classement
En fin de championnat, les pilotes pouvaient retirer de leur compteur une course australienne et une course néo-zélandaise, à la condition que ces courses ne soient ni le Grand Prix d'Australie ni le Grand Prix de Nouvelle-Zélande. Les points des courses retirées sont indiqués entre parenthèses.
| Pos | Pilote           | Voiture                             | Écurie                                    | Puk | Lev | Wig | Ter | War | San | Lon | Pts     |
| --- | ---------------- | ----------------------------------- | ----------------------------------------- | --- | --- | --- | --- | --- | --- | --- | ------- |
| 1   | Jim Clark        | Lotus 32B Coventry Climax           | Team Lotus                                | Ret | 1   | 1   | (1) | 1   | 2   | 5   | 35 (44) |
| 2   | Bruce McLaren    | Cooper T79 Coventry Climax          | Bruce McLaren Motor Racing Ltd            | Ret | (5) | 2   | 2   | Ret | 4   | 1   | 24 (26) |
| 3   | Jack Brabham     | Repco Brabham BT11A Coventry Climax | Ecurie Vitesse                            |     |     |     |     | 2   | 1   | 2   | 21      |
| 4   | Frank Gardner    | Repco Brabham BT11A Coventry Climax | Alec Mildren Racing Pty Ltd               | 2   | 2   | 4   |     | Ret | Ret | Ret | 15      |
| =   | Phil Hill        | Cooper T70 Coventry Climax          | Bruce McLaren Motor Racing Ltd            | DNS | 4   | Ret | 3   | Ret | 3   | 3   | 15      |
| =   | Jim Palmer       | Repco Brabham BT7A Coventry Climax  | Lesco Racing Team Jim Palmer Motor Racing | 3   | 3   | 3   | (5) | 6   | 5   | 7   | 15 (17) |
| 7   | Graham Hill      | Repco Brabham BT11A Coventry Climax | Scuderia Veloce                           | 1   |     |     |     | 5   | Ret | 4   | 14      |
| 8   | Kerry Grant      | Repco Brabham BT4 Coventry Climax   | Lesco Racing Team Scuderia Veloce         | 9   | 12  | 5   | 4   | Ret | Ret | Ret | 5       |
| =   | Bib Stillwell    | Repco Brabham BT11A Coventry Climax | Scuderia Veloce                           |     |     |     |     | 4   | 6   | 6   | 5       |
| 10  | Frank Matich     | Repco Brabham BT7A Coventry Climax  | Total Team                                |     |     |     |     | 3   | Ret | Ret | 4       |
| 11  | John Riley       | Lotus 18/21 Coventry Climax         | J Riley                                   | 4   | 9   | Ret | 9   |     |     |     | 3       |
| =   | Rex Flowers      | Lola Mk 4A Coventry Climax          | R Flowers                                 | 5   | Ret | Ret | Ret |     |     |     | 3       |
| 13  | Roly Levis       | Repco Brabham BT6 Ford              | Alec Mildren Racing                       | 13  | 6   | 6   | (6) | 7   | 7   | 9   | 2 (3)   |
| 14  | Leo Geoghegan    | Lotus 32 Ford                       | Total Team                                | 6   |     |     |     | 8   |     |     | 1       |
| —   | Andy Buchanan    | Brabham BT6 Ford                    |                                           | 7   | 7   | 7   | Ret |     |     |     | 0       |
| —   | Bruce Abernethy  | Cooper T66 Coventry Climax          | Rothmans Driver Promotion Scheme          | Ret | DNS | Ret | 7   |     |     |     | 0       |
| —   | Bill Thomasen    | Brabham BT4 Coventry Climax         |                                           | 10  | Ret | 8   | 8   |     |     |     | 0       |
| —   | Red Dawson       | Cooper T53 Coventry Climax          |                                           | 8   | 10  | Ret | 10  |     |     |     | 0       |
| —   | Graeme Lawrence  | Brabham BT6 Ford                    | Molyslip Racing Team                      |     | 8   | Ret | 11  |     |     |     | 0       |
| —   | Glyn Scott       | Lotus 27 Ford                       | Glyn Scott Motors                         |     |     |     |     | 12  |     | 8   | 0       |
| —   | Wally Mitchell   | Lotus 20 Ford                       | East Burwood Motors Pty Ltd               |     |     |     |     |     | 8   |     | 0       |
| —   | Ken Sager        | Brabham BT6 Ford                    | J H Sager                                 |     |     | 9   | Ret |     |     |     | 0       |
| —   | Rocky Tresise    | Cooper T62 Coventry Climax          | Ecurie Australie                          |     |     |     |     | 9   |     | Ret | 0       |
| —   | Keith Rilstone   | Elfin Ford                          | Keith Rilstone                            |     |     |     |     |     | 9   |     | 0       |
| —   | Peter Gillum     | Cooper T67 Ford                     |                                           |     | 10  | Ret |     |     |     |     | 0       |
| —   | Greg Cusack      | Brabham BT10 Ford                   | Greg Cusack                               |     |     |     |     | 10  |     |     | 0       |
| —   | Jack Hobden      | Cooper T51 Coventry Climax          | Lewis Hobden Pty Ltd                      |     |     |     |     |     |     | 10  | 0       |
| —   | Ken Smith        | Lotus 22 Ford                       |                                           | 12  | 11  |     |     |     |     |     | 0       |
| —   | Dene Hollier     | Lotus 20B Ford                      |                                           | 11  | 13  |     |     |     |     |     | 0       |
| —   | David Walker     | Brabham BT2 Ford                    | Kurt Keller Motors                        |     |     |     |     | 11  |     |     | 0       |
| —   | Mel McEwin       | Elfin Formula Junior Ford           | Mel McEwin                                |     |     |     |     |     |     | 11  | 0       |
| —   | Bill Stone       | Cooper T52 Ford                     |                                           | 14  |     |     |     |     |     |     | 0       |
| —   | Lex Davison      | Repco Brabham BT4 Coventry Climax   | Ecurie Australie                          | 15  |     |     |     | Ret | DNS |     | 0       |
| —   | Arnold Glass     | Cooper T55 Coventry Climax          | Capitol Motors Pty Ltd                    | Ret |     |     |     |     |     |     | 0       |
| —   | Barry Collerson  | Repco Brabham BT2 Ford              | Hunter & Delbridge Speed Equipment        |     |     |     |     | Ret |     |     | 0       |
| —   | Geoff McClelland | Repco Brabham BT2 Ford              | Geoff McClelland                          |     |     |     |     | Ret |     |     | 0       |
| —   | John McDonald    | Cooper T53 Coventry Climax          | Bill Patterson Motors                     |     |     |     |     |     | Ret | Ret | 0       |
| —   | Lyn Archer       | Elfin Formula Junior Ford           | Lyn Archer Motors                         |     |     |     |     |     |     | Ret | 0       |
| —   | Bob Jane         | Elfin Mono Mk 1 Ford                | Autoland Pty Ltd                          |     |     |     |     |     |     | Ret | 0       |
| —   | Bryan Thomas     | Lotus 27 Ford                       |                                           | DNS |     |     |     |     |     |     | 0       |
| Pos | Pilote           | Voiture                             | Écurie                                    | Puk | Lev | Wig | Ter | War | San | Lon | Pts     |

Légende
- Abd : N'a pas terminé la course.
- Dép : N'a pas pris le départ.
- Qua : Ne s'est pas qualifié.

| Position | 1 | 2 | 3 | 4 | 5 | 6 |
| -------- | - | - | - | - | - | - |
| Points   | 9 | 6 | 4 | 3 | 2 | 1 |